# Улица Агатангелоса
Улица Агатангелоса (арм. Ագաթանգեղոսի փողոց) — улица в Ереване, в центральном районе Кентрон․ Начинается на пересечении проспекта Аршакуняц и улицы Григора Лусаворича, пересекает улицу Мовсеса Хоренаци, доходит до перекрестка проспекта Тиграна Меца и улицы Ханджяна, недалеко от бывшего кинотеатра «Айрарат» (ныне торговый центр «Россия»). Важная транспортная магистраль, вместе с улицами Московян, Сарьяна и Мовсеса Хоренаци образует охватывающее центр города дорожное кольцо. Туристический маршрут
Названа в честь древнеармянского историка Агатангелоса (V век).

## История
В советское время носила имя 26 бакинских комиссаров.
Идёт строительство нового здания Ереванского цирка, его планировалось открыть осенью 2018 года, однако на 2024 год здание все еще строится. 

## Достопримечательности
- д. 3 — бывший дом Бабаевых, архитектор Борис Меграбян
- Ереванский цирк

### Галерея

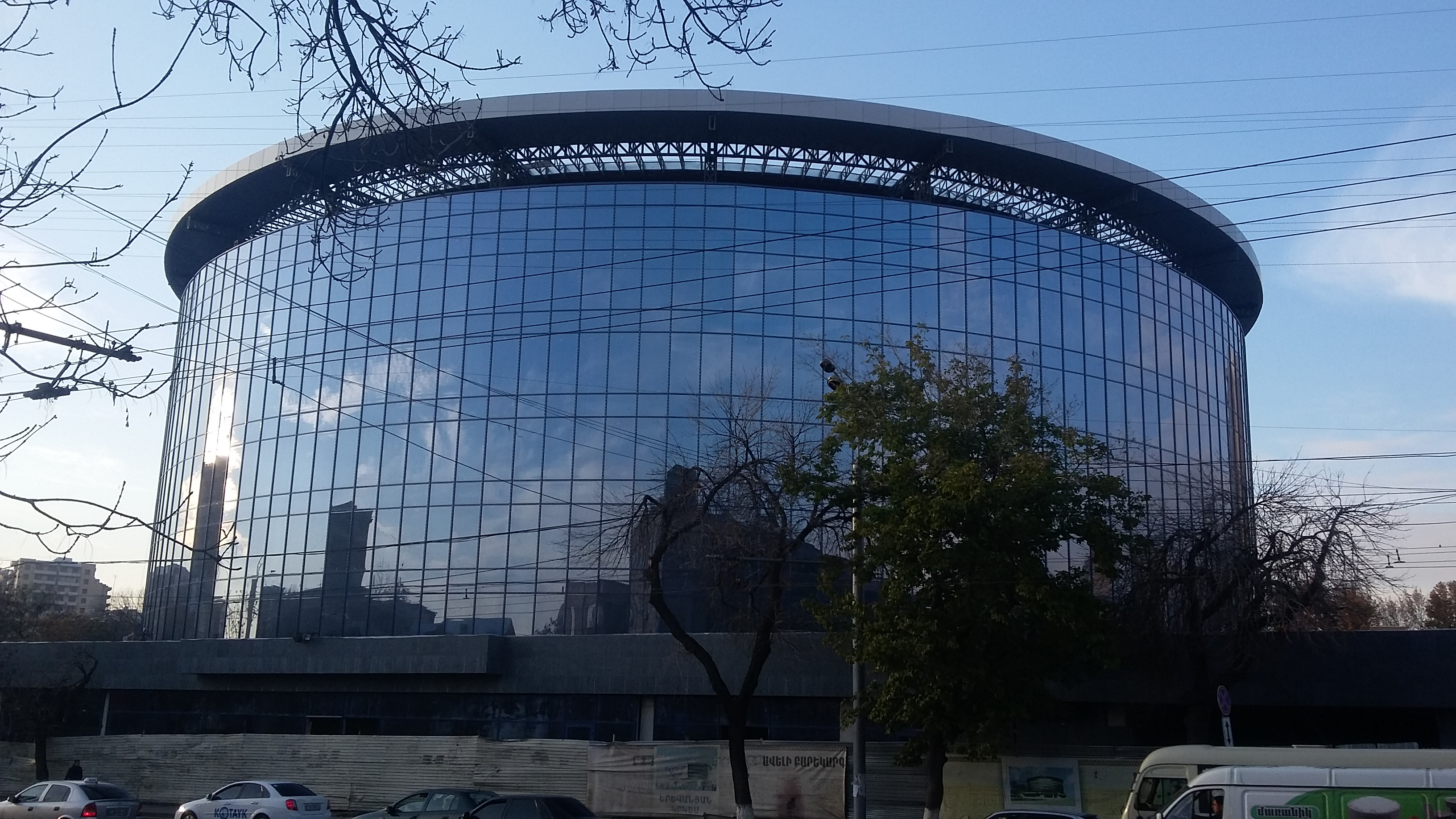
Ереванский цирк
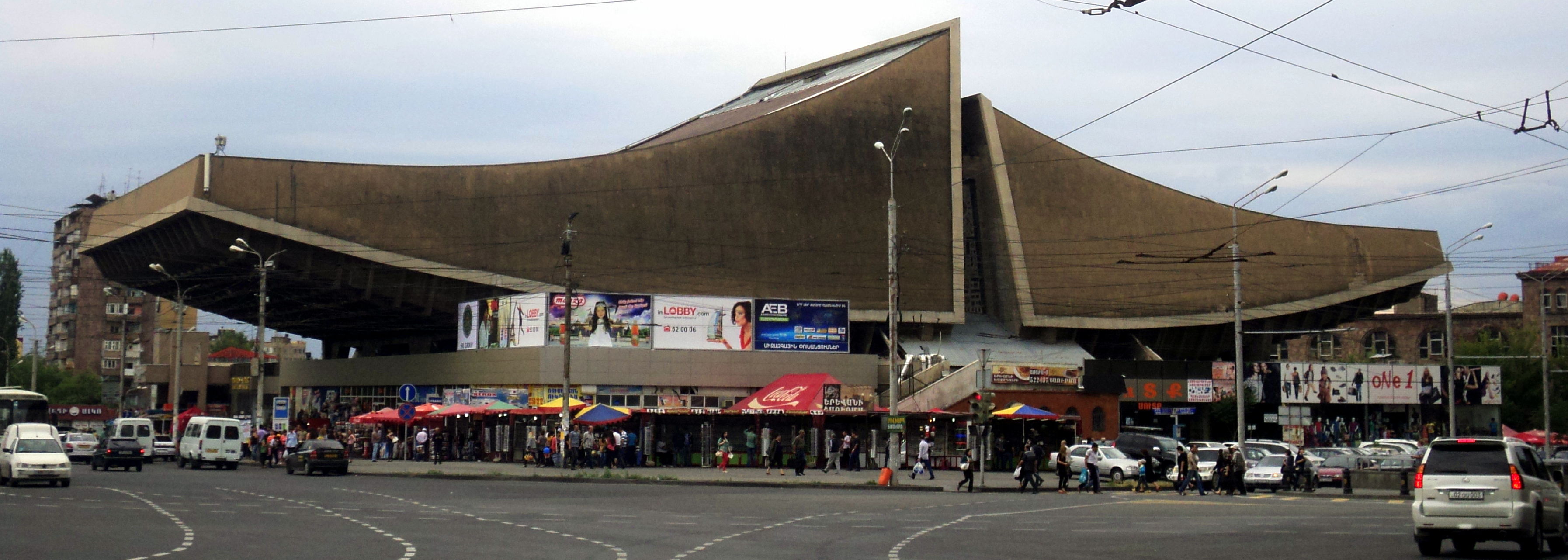
Торговый центр «Россия»